# Elder Park Library

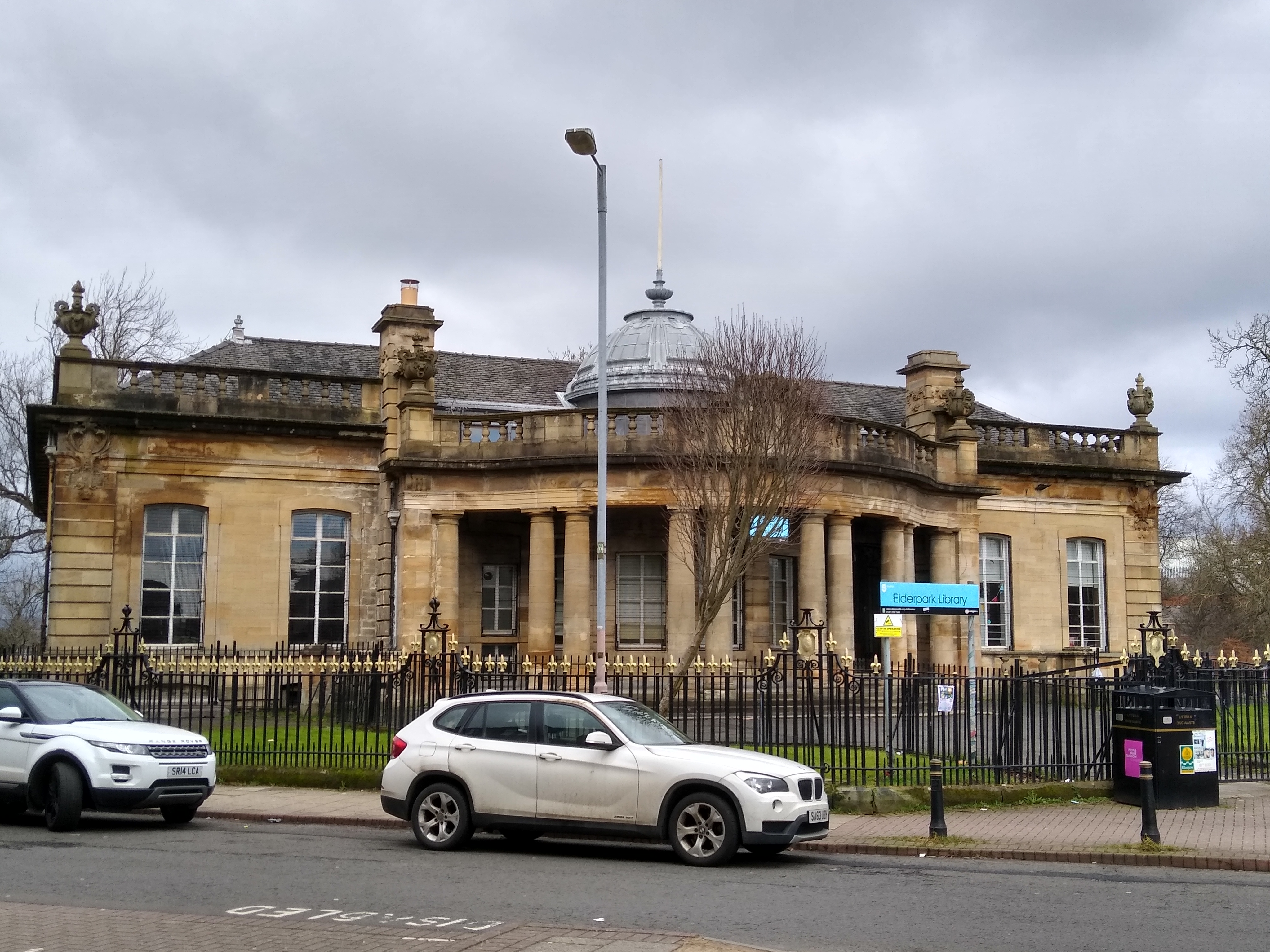
Elder Park Library

Die Elder Park Library ist eine Bibliothek in der schottischen Stadt Glasgow. 1970 wurde das Bauwerk in die schottischen Denkmallisten in der höchsten Denkmalkategorie A aufgenommen.

## Geschichte
Isabella, Witwe des Schiffsingenieurs John Elder, entwickelte sich nach dessen Tod zur Mäzenin. So stiftete sie im Jahre 1903 auch die Elder Park Library als öffentliche Bibliothek. Auch der Buchbestand entstammt ihrer Stiftung. Am 5. September 1903 eröffnete Andrew Carnegie die Einrichtung feierlich.

## Beschreibung
Die Bibliothek befindet sich im Glasgower Stadtteil Govan am Ostrand des umgebenden Elder Parks. Die Umsetzung des Entwurfs John James Burnets im edwardianischen Neobarock schlug mit geschätzten 27.000 £ zu Buche. In der ersten Hälfte der 1920er Jahre wurde die Gebäuderückseite überarbeitet.
An der südostexponierten Frontseite des einstöckigen Gebäudes tritt ein Portikus segmentbögig heraus. Er ist mit gepaarten toskanischen Säulen gestaltet. In die aufsitzende Balustrade ist eine skulpturierte Kartusche mit dem Wappen Govans eingelassen. Hinter der Balustrade ragt eine kleine Kuppel auf. Die Gebäudekanten sind mit rustizierten Pilastern gestaltet. Die beiden Giebel an der Gebäuderückseite zeigen Ochsenaugen im Tympanum. Unterhalb des schiefergedeckten Daches läuft eine Steinbalustrade um.